# Martin Pavlu
Martin Pavlu (Plzeň, 8 luglio 1962) è un ex hockeista su ghiaccio, allenatore di hockey su ghiaccio e telecronista sportivo italiano di origine ceca.

## Carriera

### Giocatore

#### Club
Le origini sono ceche: è figlio di un altro grande campione di questo sport, il nazionale cecoslovacco Jaroslav Pavlů, che ha giocato con l'Hockey Club Bolzano dal 1969 al 1980. Ed a Bolzano si è svolta praticamente tutta la carriera di Pavlu junior. Esordisce giovanissimo, a 15 anni, in Serie B tra le file del Latemar Hockey Club, dove milita per due stagioni (1976-77 e 1977-78). Il salto di categoria avviene nel 1978, quando passa all'Hockey Club Bolzano, dove ancora gioca il padre Jaroslav. I due giocheranno assieme per due stagioni.
Con il Bolzano, Pavlu giocherà per un quarto di secolo, diventando, oltre che il capitano (dalla stagione 1998-99, raccogliendo l'eredità di Robert Oberrauch), uno dei giocatori simbolo dell'hockey su ghiaccio italiano. Nel suo palmarès, fra gli altri, dodici titoli italiani, una Alpenliga e un Torneo Sei Nazioni (vinto al fianco di un grande ceco, Jaromír Jágr). Il legame tra Pavlu e il Bolzano si interrompe nel 2003, quando il suo contratto non viene rinnovato e il giocatore si accasa - non senza polemiche - alla squadra rivale dell'Hockey Club Merano. In maglia biancorossa Pavlu ha disputato 814 incontri con 1430 punti (544 reti e 886 assist) messi a segno. Con i meranesi gioca una sola stagione, al termine della quale si ritira dall'hockey giocato.

#### Nazionale
Con la maglia della Nazionale ha esordito poco più che quindicenne, nel dicembre del 1977. Ha partecipato ai Giochi di Sarajevo 1984, Lillehammer 1994 e Nagano 1998, oltre a diversi campionati del mondo, compreso quello disputato in Italia nel 1994, chiuso al sesto posto, a tutt'oggi il miglior risultato in quella competizione..

### Dopo il ritiro
Dopo il ritiro è diventato uno dei commentatori dell'hockey su ghiaccio per l'emittente satellitare Sky, ed è stato eletto rappresentante dei giocatori nel consiglio federale. Dal dicembre 2007 alla fine della stagione 2007-2008 è stato direttore generale dell'Asiago Hockey. Ha commentato gli incontri di hockey su ghiaccio per la Rai e, in inglese, per il canale streaming dell'Asiago Hockey, dove ha offerto il commento tecnico accanto ad alcuni cronisti.
Dal 2019 è attivo in ambito federale, dapprima come assistant coach della nazionale femminile under-18 (2019-2020), e in seguito della nazionale femminile maggiore (dal 2021)

## Palmarès

### Club
- Campionato italiano: 12

Bolzano: 1978-79, 1981-82, 1982-83, 1983-84, 1984-85, 1987-88, 1989-90, 1994-95, 1995-96, 1996-97, 1997-98, 1999-00
- Alpenliga: 1

Bolzano: 1993-1994
- Torneo Sei Nazioni: 1

Bolzano: 1994-1995